# Leonard Neujean
Leonard Nikolaas Jozef (Leonard) Neujean (Herve, 18 april 1799 - Horst, 12 januari 1852) was een Nederlands burgemeester. Hij bekleedde dit ambt voor de gemeente Horst van 1837 tot aan zijn dood in 1852.

## Leven en werk
Neujean werd geboren in Herve en trouwde op 18 december 1826 met Antonetta T.C. von Orsbach uit Horst en ging daar wonen. Hij zette de bijenwasblekerij van de familie van zijn vrouw voort. In 1837 werd hij benoemd tot burgemeester van Horst. In datzelfde jaar overleed zijn vrouw. Neujean hertrouwde op 7 januari 1839 met Marie A. Dohmen en overleed in 1852.